# St. Peter und Paul (Göda)

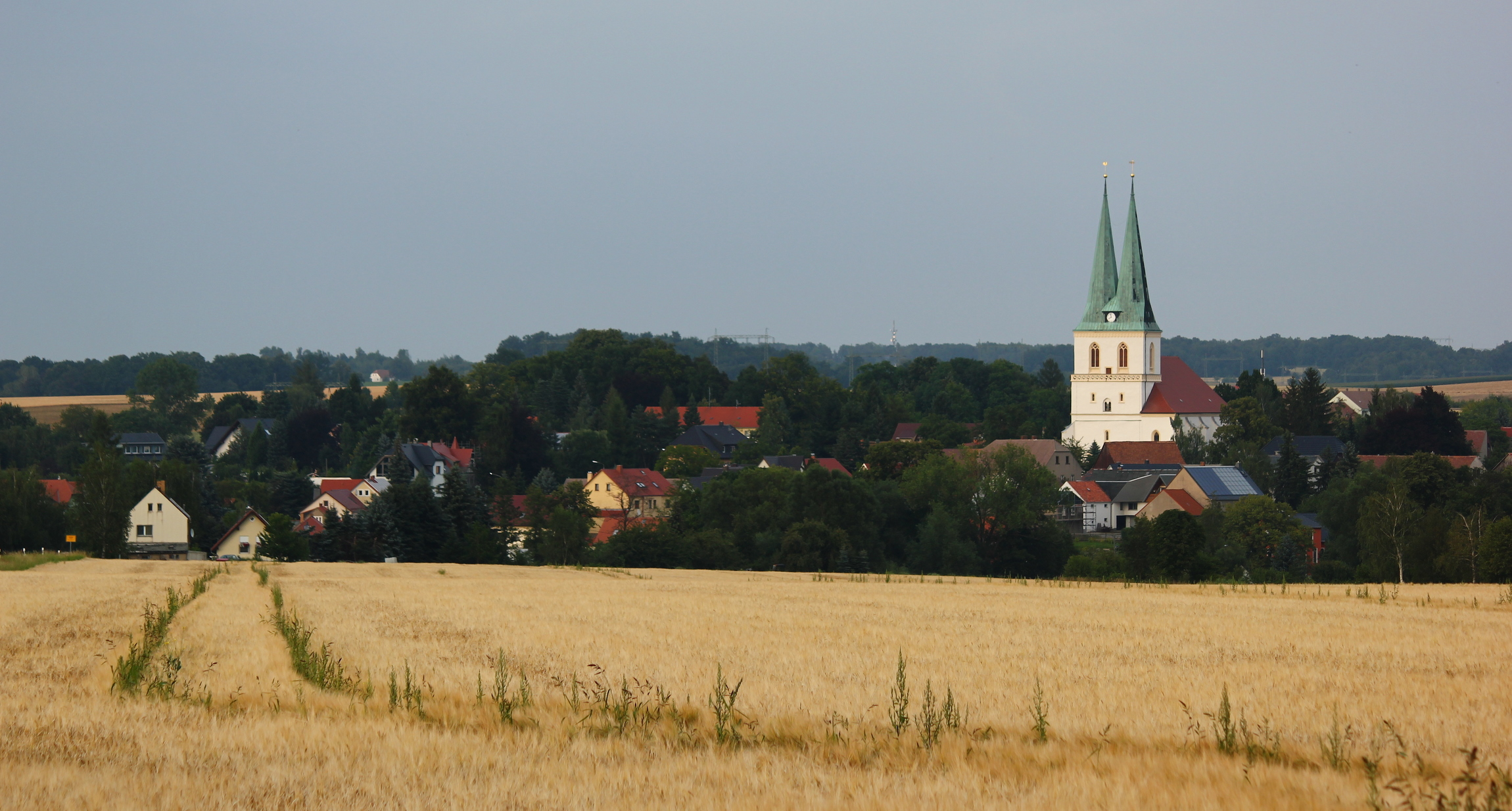
Blick von Westen auf Göda mit dem charakteristischen Doppelturm von St. Peter und Paul

Die Stiftskirche St. Peter und Paul, obersorbisch Cyrkej swjateju Pětra a Pawoła, ist ein historisches Kirchengebäude der Evangelisch-Lutherischen Landeskirche Sachsens in Göda (Landkreis Bautzen) im Osten des Freistaates Sachsen.

## Lage
Die Kirche steht auf einer Anhöhe in der zentralen Ortschaft Göda der gleichnamigen Gemeinde. Sie ist aus allen Richtungen von weitem sichtbar und stellt aufgrund ihres charakteristischen Doppelturms eine Landmarke dar.

## Geschichte

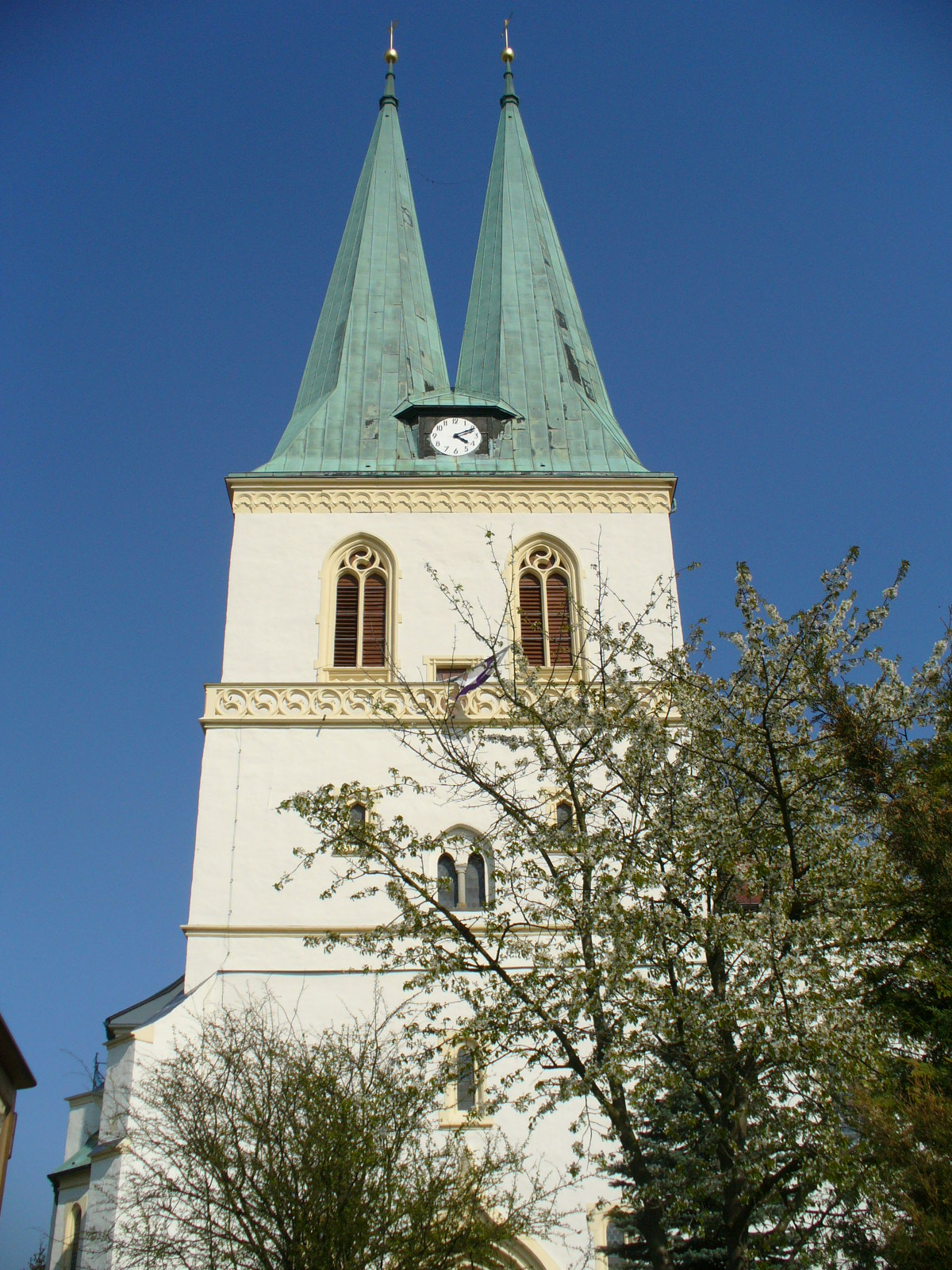
St. Peter und Paul von Westen

Ein Teil der Dorfanlage ging im Jahr 1006 in den Besitz des Bistums Meißen über. Der auf der Anhöhe gelegene Teil wurde für den Bau einer Kirche ausgewählt, während auf dem übrigen Gelände vom Friedhof bis zur Dorfmitte die Wohnbauten der Geistlichen ihren Ort finden sollten. Das gesamte Gelände bildete das „Stiftsviertel“ (Stift = Stiftung). Der erste Kapellenbau, später Chorraum der Kirche, entstand nach 1010.
Im Jahr 1076 wurde die erste steinerne Kirche St. Peter und Paul durch Bischof Benno von Meißen begründet. Ein zweiter romanischer Kirchenbau erfolgte im Laufe des 13. Jahrhunderts. Erhalten ist hiervon der zwischen 1220 und 1230 entstandene Unterbau des heutigen Doppelturms sowie Fenster auf der Vorderseite des Turms.
Kurz vor der Reformation, zwischen 1505 und 1517, erlebte Göda unter Bischof Johannes von Saalhausen eine weitere Phase des Kirchenbaus. In diesem Zeitraum entstand der Baukörper im spätgotischen Stil als Hallenkirche. Der seinerzeitige Baumeister Wolff Hrabisch setzte seinen Namen an Schlusssteine des Chores, die Kanzel, den Lavabo, das Weihwasserbecken und an verschiedene Säulen; in ähnlicher Weise tat dies der seinerzeitige Pfarrer Johannes von Gablenz.
Im Jahr 1589 wurde die Kirche durch einen Brand stark beschädigt. Beim Wiederaufbau wurde der massive Doppelturm errichtet, der bis heute das Landschaftsbild prägt.
Zwischen 1702 und 1714 wurde der Innenraum barock umgestaltet. Zu Beginn des 19. Jahrhunderts musste der Kirchturm grundlegend erneuert werden, hierbei wurde eine Turmuhr angebracht. 1862 wurde das Kirchendach grundlegend umgestaltet, statt des vorherigen hohen Schindeldaches wurde ein Satteldach aufgesetzt. Der Innenraum wurde 1892 unter Pfarrer Jaroměr Hendrich Imiš dem damaligen Zeitgeschmack entsprechend neogotisch gestaltet, ebenso erhielten die Türme durch den Architekten Christian Gottfried Schramm ihre gegenwärtige neugotische Erscheinung und den Doppelhelm. Die Inschriften in der Kirche waren zu dieser Zeit zum größten Teil sorbisch, zum kleineren deutsch. So stand etwa über dem Triumphbogen Knježe zdźerž nam swoje słowo („Herr, erhalte uns dein Wort“) und am großen Altarkruzifix Za was („Für euch“). Auch die Inschriften der Grabsteine auf dem Friedhof waren größtenteils sorbisch.
Bei der Neugestaltung des Innenraums in den Jahren 1976 bis 1981 durch den Bildhauer Friedrich Press wurde die neogotische Ausstattung entfernt, mehrere Farbschichten abgetragen und Deckenbemalungen aus der gotischen Bauzeit freigelegt. Aus dem Holz der abgebauten Emporen entstand das Pflaster für den Fußboden. Heute präsentiert sich der Innenraum als ein Zusammenklang von lichter gotischer Architektur und moderner Bildhauerkunst. Dazu schuf Friedrich Press unter dem Thema „Mission“ eine Gruppe von 12 eingefärbten fast mannshohen Holzfiguren, die jetzt auf Holzpodesten im Chor stehen: ein Christus in V-Form (V wie Victoria als Zeichen des Sieges über den Tod) und 11 einzeln oder in Gruppen stehende Apostel. Der Altar ruht auf einem  Podest, das wie eine Halbinsel in das Kirchenschiff hineinragt, so dass die Gemeinde an drei Seiten um den Altar sitzt. Der ebenfalls von Friedrich Press geschaffene Altartisch mit seinen 12 Beinen und 12 Flammen symbolisiert das Pfingstfest und die 12 Stämme Israels. Für die wiederentdeckte gotische Kanzel schuf er einen Schalldeckel in Form einer Taube.

## Baubeschreibung

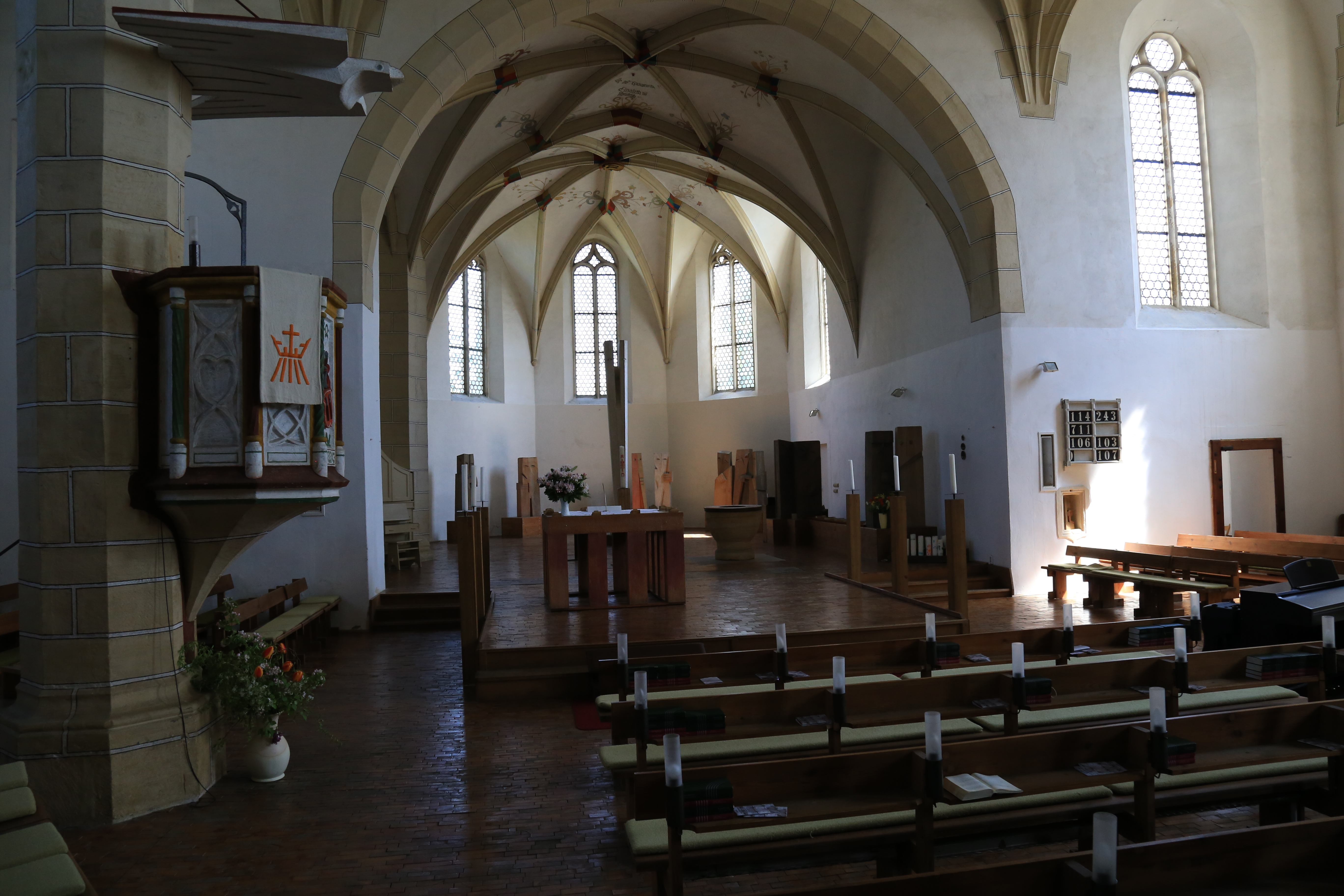
Innenansicht nach Osten

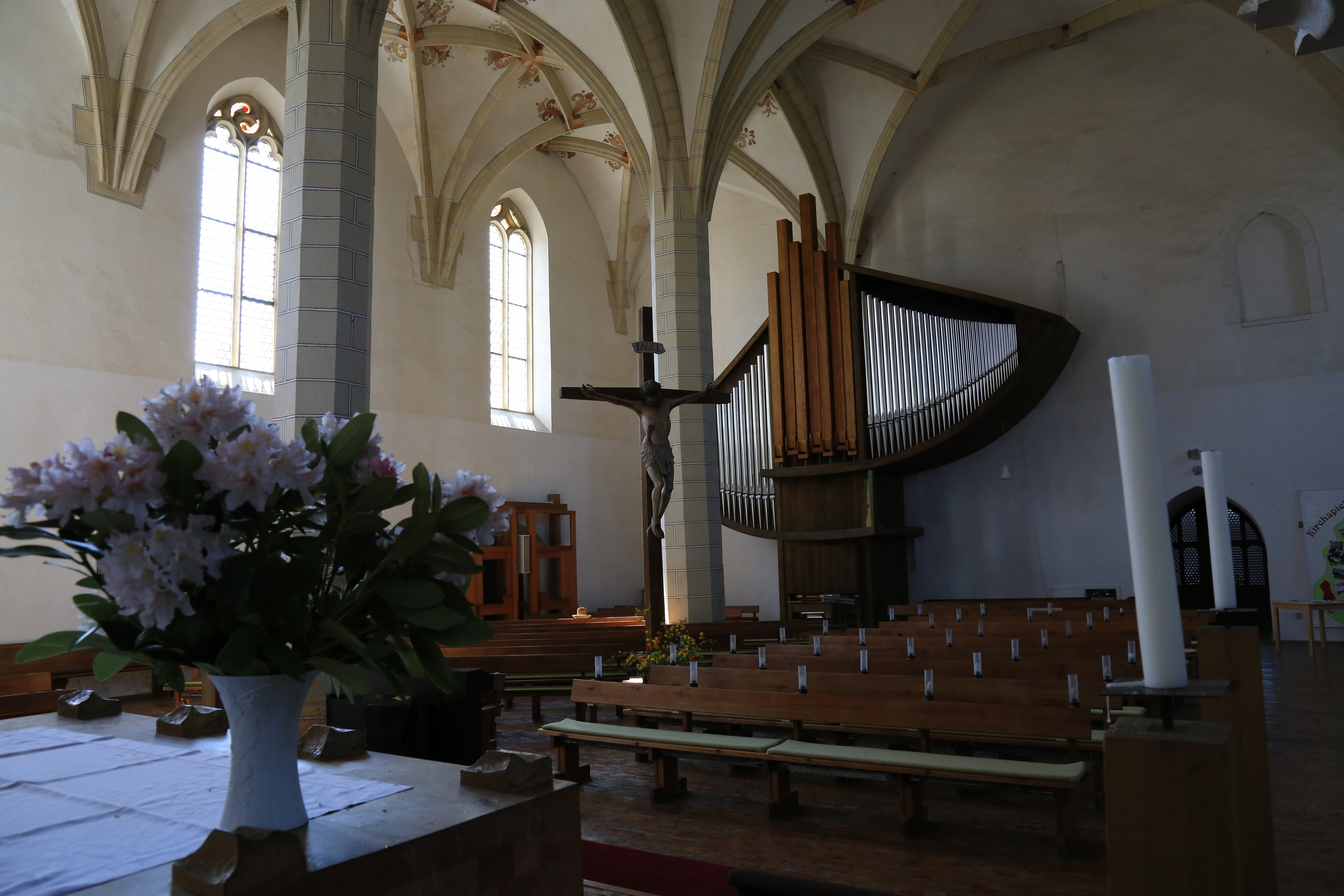
Innenansicht nach Südwesten

Das Kirchengebäude bietet sich dem Betrachter als eindrucksvoller verputzter Bruchsteinbau mit Strebepfeilern dar. Maßwerkfenster durchbrechen die Fassade. Die Südfront zeigt eine gotische Doppeltür mit reichem Stabwerk, das Hauptportal befindet sich an der Westseite des Turms und weist ein reichhaltiges Gewände auf. An der südlichen Außenwand befindet sich eine Sonnenuhr aus dem Jahr 1515.
Der zweijochige Chor mit Fünfachtelschluss weist Anbauten an der Nord- und Südseite auf. Die Decke des Chorraums besteht aus einem Sterngewölbe mit doppelt gekehlten Gewölberippen, sie zeigt eine spätgotische Deckenbemalung in Rankenmalerei aus dem Jahr 1505. An der Nordseite des Chores befindet sich ein Buntglasfenster aus dem Jahr 1892, das die Anbetung der Hirten darstellt. Im nördlichen Choranbau, der sich über zwei Joche erstreckt, sind die Maßwerkfenster als Vorhangbogenfenster ausgestaltet, die Decke besteht aus einem bemalten Netzgewölbe. Der südseitige Anbau bildet die Sakristei, dieser Raum ist mit einer schlichten Holzdecke versehen.
Das Innere der Kirche zeigt eine dreischiffige und dreijochige Hallenkirche, die Netzgewölbe und die doppelt gekehlten Rippen weisen eine ornamentale Bemalung der Frührenaissance aus dem Jahr 1515 auf. Der Kirchenraum erhebt sich über einem quadratischen Grundriss und wird von vier schlanken, achteckigen Pfeilern getragen.
Der Turm hat eine Höhe von 62,5 m. Auf Höhe des Glockengeschosses befinden sich (neo-)romanische Doppelarkaden unterhalb der beiden hohen, dicht aneinandergedrängten Turmhelme.

## Ausstattung
In der Reihenfolge ihrer Entstehung enthält die Kirche folgende Ausstattungsgegenstände (Auswahl)
- Taufstein aus Granit, 13. Jahrhundert[5]
- Kruzifix, farbig gefasst, um 1500 von einem Meißner Meister geschaffen[5]
- Sandsteinaltar aus dem Jahr 1512 mit Weihekreuzen und einem Loch in der Mensa, in dem sich vor der Reformation eine Finger-Reliquie des Heiligen Leonhard befand[2]
- Kanzel von 1513, genannt „von-Gablenz-Kanzel“[2]
- Kirchenprojekt des Dresdner Architekten Friedrich Press unter dem Thema „Gehet hin in alle Welt …“ (Mt 28,18-20 LUT)[5]

## Orgel
Die Orgel, die von der Bautzener Orgelwerkstatt Hermann Eule als Opus 542 erbaut wurde, umfasst 1814 Pfeifen in 27 Registern auf zwei Manualen und Pedal. Drei Register sind Vorabzüge. Schleifladen und Traktur sind mechanisch ausgeführt. Der Orgelprospekt wurde ebenfalls von Friedrich Press geschaffen.
| I Hauptwerk C–g3 |                       |       |  |
| 1.               | Bordun                | 16′   |  |
| 2.               | Prinzipal             | 8′    |  |
| 3.               | Rohrflöte             | 8′    |  |
| 4.               | Fugara                | 8′    |  |
| 5.               | Oktave                | 4′    |  |
| 6.               | Koppelflöte           | 4′    |  |
| 7.               | Gemshorn              | 2′    |  |
| 8.               | Quinte (Vorab Nr. 10) | 1 ⁄3′ |  |
| 9.               | Cornett III–V         | 2 ⁄3′ |  |
| 10.              | Mixtur IV             | 1 ⁄3′ |  |
| 11.              | Trompete              | 8′    |  |
|                  | Tremulant             |       |  |

| II Schwellwerk C–g3 |                         |        |  |
| 12.                 | Gedackt                 | 8′     |  |
| 13.                 | Canora                  | 8′     |  |
| 14.                 | Prinzipal               | 4′     |  |
| 15.                 | Nasat                   | 2 ⁄3′  |  |
| 16.                 | Oktave                  | 2′     |  |
| 17.                 | Terz                    | 1 3⁄5′ |  |
| 18.                 | Sifflöte (Vorab Nr. 19) | 1′     |  |
| 19.                 | Scharff IV              | 1′     |  |
| 20.                 | Schalmei                | 8′     |  |
|                     | Tremulant               |        |  |

| Pedal C–c1 |                       |     |  |
| 21.        | Prinzipalbaß          | 16′ |  |
| 22.        | Subbaß                | 16′ |  |
| 23.        | Oktavbaß              | 8′  |  |
| 24.        | Gemshorn              | 8′  |  |
| 25.        | Oktave (Vorab Nr. 26) | 4′  |  |
| 26.        | Hintersatz IV         | 4′  |  |
| 27.        | Posaune               | 16′ |  |

- Normalkoppeln: II/I, I/P, II/P

## Glocken
Im Glockengeschoss des Doppelturms befinden sich seit 1832 drei Glocken, die 1951 auf ein vierfaches Geläut erweitert wurden:
| Nr. | Gussjahr | Gießer, Gussort             | Schlagton (HT-1/16) |
| 1   | 1590     | M. Hilliger                 | d′                  |
| 2   | 1951     | Schilling, Apolda           | fis′                |
| 3   | 1823     | Friedrich Gruhl, Kleinwelka | a′                  |
| 4   | 1778     | J. A. Jannasch              | f″                  |

## Nutzung
Bis ins 20. Jahrhundert hinein wurden in der Gödaer Kirche vorwiegend sorbische Gottesdienste gehalten. Nach einer längeren Unterbrechung finden seit den 2010er Jahren wieder in regelmäßigen Abständen zweisprachige Gottesdienste statt. Seit dem Amtsantritt des sorbischen Superintendenten Christoph Rummel 2008 ist Göda Sitz der sorbischen Superintendentur.